# محمد ابو
محمد ابو (انگلیسی: Mohammed Abu؛ زادهٔ ۱۴ نوامبر ۱۹۹۱) بازیکن فوتبال اهل غنا است. وی در پست هافبک برای باشگاه فوتبال وولرنگا در لیگ برتر فوتبال نروژ بازی کرده است.
از باشگاه‌هایی که در آن بازی کرده‌است می‌توان به باشگاه ورزشی آرهوس، باشگاه فوتبال لوریان، باشگاه فوتبال منچستر سیتی، باشگاه فوتبال رایو وایکانو، باشگاه فوتبال آینتراخت فرانکفورت، باشگاه فوتبال استرومسگودست، کلمبوس کرو اشاره کرد.
وی همچنین در تیم ملی فوتبال غنا بازی کرده‌است.
وی برادر طاها چقی است